# Капоне. Лицо со шрамом
«Капоне. Лицо со шрамом» (англ. Capone) — биографическая драма режиссёра Джоша Транка с Томом Харди в главной роли. Премьера фильма состоялась 12 мая 2020 года на стриминговых платформах.

## Сюжет
Фильм рассказывает о жизни Аль Капоне после освобождения из тюрьмы, когда он, будучи лишённым своего влияния, здоровья и друзей, вспоминает о своём тёмном прошлом.

## В ролях
| Актёр            | Роль                           |
| ---------------- | ------------------------------ |
| Том Харди        | Аль Капоне                     |
| Ноэль Фишер      | Альберт Фрэнсис «Сонни» Капоне |
| Линда Карделлини | Мэй Капоне                     |
| Кайл Маклахлен   | Карлок                         |
| Мэтт Диллон      | Джонни                         |
| Кэтрин Нардуччи  | Роузи                          |
| Эл Сапиенца      | Рафаэле «Ральфи» Капоне        |
| Джек Лауден      | агент ФБР Кроуфорд             |

## Производство
В октябре 2016 года было объявлено, что Том Харди будет играть роль Аль Капоне в фильме «Фонзо», который будет направлен и написан Джошем Транком. Съемки изначально планировались летом 2017 года, но Харди заявил, что он будет выпущен в 2018 году, так как он был занят на съёмках фильма «Веном» в 2017 году, а в марте 2018 года объявил, что следующим фильмом, в котором он будет сниматься, станет «Фонзо». В том же месяце Линда Карделлини, Мэтт Диллон, Кайл Маклахлен, Кэтрин Нардуччи, Джек Лауден, Ноэль Фишер и Тильда Дель Торо присоединились к актёрскому составу, и съёмки должны были начаться 2 апреля в Новом Орлеане.
15 апреля 2020 года был выпущен трейлер с новым названием фильма «Capone».

## Релиз
Премьера фильма состоялась 12 мая 2020 года на стриминговых платформах. Изначально фильм планировался к показу в кинотеатрах, но планы были изменены из-за пандемии коронавирусной инфекции COVID-19.

## Отзывы
На сайте Rotten Tomatoes у фильма 40 % положительных рецензий на основе 138 рецензий со средней оценкой 4,80 из 10. На Metacritic — 46 баллов из 100 на основе 37 рецензий, что соответствует статусу «смешанные или средние отзывы». Критики похвалили актёрскую игру Тома Харди, но остались недовольны сценарием картины.
По мнению редактора издания The Globe and Mail Барри Хертца режиссёр фильма не принял ни одного верного решения в ходе производства фильма. Редактор Screen Rant Крис Агар считает, что «у картины были амбиции стать следующей великой криминальной драмой, но она так и не сумела показать достойную историю о последних днях своего героя».